# Liebe im Ring
Liebe im Ring è un film del 1930 diretto da Reinhold Schünzel. Ambientato nel mondo della boxe, ha come protagonista il pugile Max Schmeling che fu campione dei pesi massimi dal 1930 al 1932.

## Trama
Dotato di un naturale talento di pugile, Max, il figlio di una fruttivendola, viene allenato dal suo manager che lo prepara al primo combattimento. Il giovane vince e il successo che ottiene attira su di lui l'attenzione di Lillian, una ricca signora della buona società. La sua relazione con la donna lo allontana da Hilde, un'amica d'infanzia figlia di un pescivendolo, collega di sua madre. Dopo aver vinto il campionato tedesco, Max tornerà però da Hilde quando si accorgerà di essere, per Lillian, solo uno tra i tanti.

## Produzione
Il film fu prodotto dalla Terra-Filmkunst.

## Distribuzione
Distribuito dalla Terra-Filmverleih, uscì nelle sale cinematografiche tedesche il 17 marzo 1930.